# Il diario di Anna Frank (miniserie televisiva)
Il diario di Anna Frank è una miniserie televisiva del 2009 in 5 puntate prodotta dalla BBC tratta dall'omonima opera di Anna Frank.

## Trama
Amsterdam, 1942. Anna Frank è una ragazza ebrea di tredici anni con una vita molto difficile da mandare avanti. Per il suo compleanno riceve in regalo un quaderno, che diventa il suo diario di adolescente, scritto a Kitty, un'amica immaginaria a cui confidare i suoi pensieri, poiché dice di non avere amiche vere con cui poterlo fare. Anna e la sua famiglia, per paura di essere scoperti dai tedeschi ed essere deportati nei campi di concentramento, dove poi sicuramente avrebbero incontrato la morte, si trasferiscono in un rifugio insieme alla famiglia dei Van Daan e ad un dentista di origine ebraica di nome Albert Dussel.
In questo rifugio non è semplice vivere, poiché si incontrano vari litigi e bisogna stare molto attenti a non farsi scoprire, quindi si cerca di fare il minimo rumore possibile. Per Anna il suo diario è l'unica possibilità di esprimersi, di raccontare le proprie esperienze e i pensieri di adolescente che sta vivendo: i primi amori verso Peter, il figlio dei Van Daan che era rifugiato con lei, le incomprensioni con il padre e il distacco dalla madre, il rapporto poco confidenziale con la sorella maggiore. Anna con il passare dei mesi scrive sempre i fatti che le accadono, e comincia a pensare di poter trasformare in futuro il suo diario in un libro.
Il suo sogno non si avvererà perché il 4 agosto del 1944 quattro agenti della Gestapo fanno irruzione nell'alloggio segreto. Anna Frank dopo l'arresto viene deportata nel Campo di concentramento di Bergen-Belsen e da lì tutti i suoi pensieri e ricordi scritti non potranno più esser svelati.

## Curiosità
In Italia è stato distribuito come film, per la durata complessiva di 100 minuti.